# Alec McNair
Alec McNair, né le 24 décembre 1882 en Écosse et mort le 18 novembre 1951, est un joueur international de football écossais.

## Biographie
Arrivé de Stenhousemuir au Celtic FC en 1904, à 21 ans, il en devient un joueur majeur en défense, au point de ne prendre sa retraite sportive que 21 ans plus tard, après 604 matchs (dont 548 de championnat). 
Avec les Bhoys il remporte un riche palmarès : douze championnats (de 1905 à 1922), six Coupes d'Écosse (de 1907 à 1923) et neuf Glasgow Cups (de 1905 à 1921).
Il est également sélectionné à quinze reprises en équipe d'Écosse (dont il est capitaine à cinq reprises), de 1906 à 1914 puis en 1920.
De 1925 à 1928, il est le manager de Dundee FC.